# 오리건주
오리건주(영어: State of Oregon, [ˈo ɹɪ ɡən])은 미국 서북부의 주이다. 남쪽으로 캘리포니아주와 네바다주, 동쪽으로 아이다호주, 북쪽으로 워싱턴주와 접하며, 서쪽으로 태평양과 닿아 있다. 주도는 세일럼이며, 최대 도시는 포틀랜드이다.

## 역사

### 초기의 역사
오리건 지방에 첫 백인들이 들어왔을 때에 수많은 인디언 부족들이 거기에 살고 있었다. 컬럼비아 강 저지대에 걸쳐 치누크 족들이 연어를 잡으면서 살고 있었다. 클래크마, 칼라푸야, 물트노마와 틸라무크 족들은 북서부에 살고 있었으며, 배노크, 카유즈, 파이우테, 우마틸라와 네즈 퍼스의 주요 그룹이 캐스케이드산맥의 동부에 살고 있었다. 클라매스와 로그 족들은 오늘날 캘리포니아주와의 경계 지역에 살았다.

### 탐험과 정착

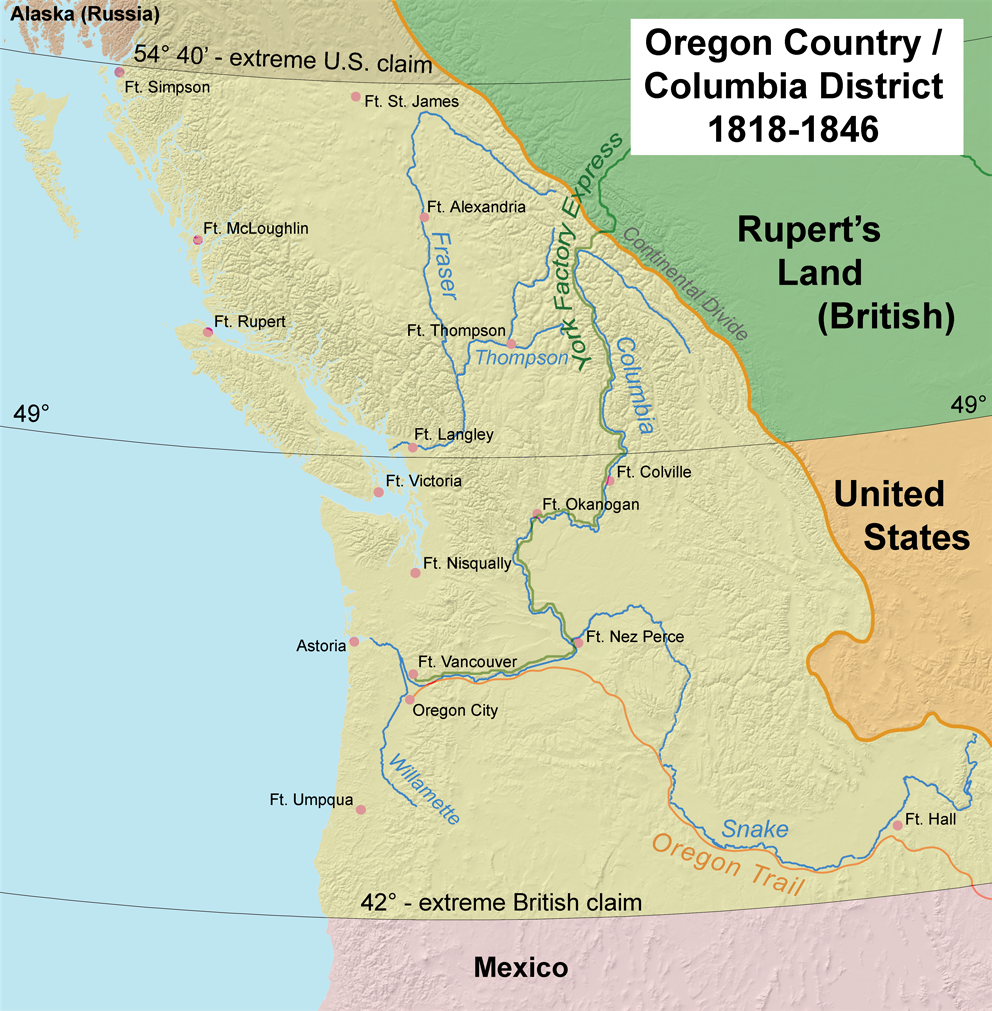
오리건 컨트리의 지도

스페인의 탐험가들이 멕시코에서 북쪽으로 항해해오면서 오리건 해안을 처음으로 본 백인들이 되었다. 1759년, 잉글랜드의 프랜시스 드레이크 경은 북태평양과 북대서양 사이의 수로를 찾는 동안에 오리건의 남부 해안을 봤을 것이다.
1778년, 영국의 탐험가 제임스 쿡은 야키나 만으로 항해했는데 북쪽으로 가면서 케이프 파운웨더라고 이름을 지었다. 1788년, 로버트 그레이가 이끄는 배를 포함한 미국의 배들이 오리건 해안에 도착하였다. 1792년, 그레이는 자신의 이름을 딴 그레이 호를 타고 처음으로 컬럼비아 강으로 들어간 사람이 되었다. 몇주 후에 북서해안을 탐험하던 영국의 선장 조지 밴쿠버는 자신의 보좌들 중 하나인 윌리엄 브루턴을 컬럼비아 강으로 보냈다. 브러턴은 아마 컬럼비아 강의 지류인 샌디 강을 한참 거슬러 올라가서 오늘날의 포틀랜드 지역 동부로 항해했을 것이며 후드 산과 세인트헬렌스 산 같은 경계표들에 이름을 지었다. 탐험가 메리웨더 루이스와 윌리엄 클라크는 1805년, 내륙을 이용하여 컬럼비아 강의 입구에 도달하였다. 루이스와 클라크의 원정은 그레이의 컬럼비아 강 여행과 함께 미국이 오리건에 대한 소유권을 청구하는데 도움을 주었다.
1800년대 초반에 오리건 지방은 당시 러시아에 속하던 알래스카에서 스페인에 속하던 캘리포니아까지 뻗어있었다. 태평양에서 로키산맥까지 동부로 퍼져있었다. 러시아, 영국, 영국과 미국이 지방의 일부들을 청구하였다. 러시아는 태평양 북부 해안을 따라 자신들의 탐험에 기초를 두었다. 1824년과 1825년 영국과 미국의 조약들로 러시아는 54 위도 40의 남쪽에 자신들의 이득을 포기하고, 조약에 따라 스페인은 오리건의 현재 남부 경계선인 54 위도의 북쪽을 포기하였다. 영국과 미국은 경계선에 동의하지 못하였다. 그들은 1818년 양국의 시민들이 지방에 여행하여 정착하는 것을 허락한 조약을 맺었다.
미국의 모피 교역인 존 제이컵 애스터는 오리건의 백인 정착을 시작하였다. 그의 회사 태평양 모피 회사는 1811년, 애스터리아에 모피 교역지를 세웠다. 그러나 노스웨트 회사는 1813년, 미영 전쟁 동안에 애스터리아의 소유를 얻었다. 1821년, 회사는 다른 영국의 무역 상사 허드슨 베이 회사와 합병하였다. 이 상사는 1825년 현재 워싱턴주 밴쿠버에 밴쿠버 요새를 창립하였다. 존 맥러글린이 허드슨 베이 회사의 활동을 안내하고 대략 20년 동안 지방을 다스렸다. 맥러글린이 지방에 정착하도록 지도적인 역할을 하였으며, 오늘날 그는 "오리건의 아버지"로 알려졌다.
1834년, 감리교 선교사들이 윌러메트 계곡에 첫 미국인의 영구적 정착지를 설립하였다. 1843년, 오리건으로 육로를 통한 첫번째 대이동이 있었다. 그해 대략 900명의 사람들이 오리건 산길을 여행하면서 윌러메트 계곡에 정착하였다. 수백명의 미국인 정착자들이 그때부터 각해에 정착하였다. 정착자들의 늘어나는 수가 영국과 경계선 논쟁을 가라앉히기 위해 미국 정부에 압력을 가하였다. 1844년, 제임스 포크는 자신이 대통령 선거 운동을 54 위도 40의 남부 지대가 미국에 속하는 청구에 기초를 두었다. 그 일은 미국과 영국의 영토 사이에 주요 나눔선으로서 49선을 고쳤다.

### 인디언 조약들과 논쟁들
1847년, 카유즈 인디언들이 오늘날의 워싱턴주 월라 월라에서 개척자 마커스 휘트먼을 살인하였다. 이 살인들은 카유즈 전쟁(1847~48)을 일으켰다. 또한 1850년 살인에 책임을 가진 5명의 인디언들의 사형의 결과를 가져왔다. 연방 정부는 1850년대에 오리건의 인디언과 조약들을 협상하기 시작하였다. 몇몇의 조약들에서 인디언들은 수백만 에이커의 땅을 미국에 넘겨주었다. 하지만, 조약들은 인디언들과 정착자들 사이의 논쟁을 멈추지 않았다. 1850년대 초반에 오리건 남서부에 금의 발견이 백인 광부들과 로그 인디언들 사이에 논쟁을 일으켰다. 로그 인디언 전쟁은 1856년 인디언들을 오리건 중부 해안의 보호 거주지로 보내버리는 결과를 가져왔다.
주요 인디언 전쟁들 중 하나인 모독 전쟁은 1872년 11월부터 1873년 6월까지 지속되었다. 미국 정부는 모독 인디언들을 클라매스 보호 거주지로 이주하도록 강요하였다. 그러나 모독 인디언들은 보호 거주지에서 캘리포니아 경계 지역 근처로 숨어들어갔다. 전사들의 작은 단체는 수천명 이상의 미국 군인들을 해안에서 인디언들이 결국적으로 항복할 때까지 인질로 잡고 있었다.
네즈 퍼스 전쟁이 1877년 일어나자 그해에 정부는 몇몇의 네즈 퍼스 단체들을 그들의 전통적 대지들에서 아이다호의 보호 거주지로 이주하도록 명령을 내렸다. 추장 조지프가 이끄는 한 단체는 아이다호와 몬태나를 거쳐 탈출하려 하였다. 그와 거의 400명 가까이 되는 네즈 퍼스 족들은 결국 캘리포니아 국경 근처에서 항복하였다. 파이우테와 배노크 족들은 1878년 오리건 정착자들을 향하여 일어났으나 빠르게 패하였다.

### 임시 정부와 준주 정부
1843년, 윌러매트 계곡의 정착자들이 쉠푸이(Champoeg) (현재의 Newberg 근처)에서 만나 임시적 정부를 결성하였다. 정착들은 아이오와의 법률에 기초를 둔 법률의 집단을 채택하였다.
1848년, 오리건은 준주가 되었고, 오리건 시티는 1849년 초순에 준주의 수도로 선언되었다. 1851년, 세일럼으로 입법부로 옮겼다. 오리건의 북부 경계지역은 1853년 의회가 워싱턴 준주를 선언하였을 때 북부 경계가 정해졌다.
1850년의 기증 대지 법률이 준주의 번창과 발전에 자극을 주었다. 법률은 그해 12월 전에 오리건의 정차간 18세 이상의 미국 남성 시민들이 대지의 320 에이커(129 킬로미터)를 받을 수 있도록 마련하였다. 그들의 부인들도 자신의 소유의 320 에이커를 받을 수 있었다. 소유를 위해서 남성은 4년 동안 계속 청구해야 했다. 1850년 12월부터 1855년 12월까지 대지를 받으려면 최소한 21세여야 했으며, 그들은 160 에이커(65 헥타르) 만을 받았다. 정착자의 부인은 같은 양을 받을 수 있었다.

### 주 승격

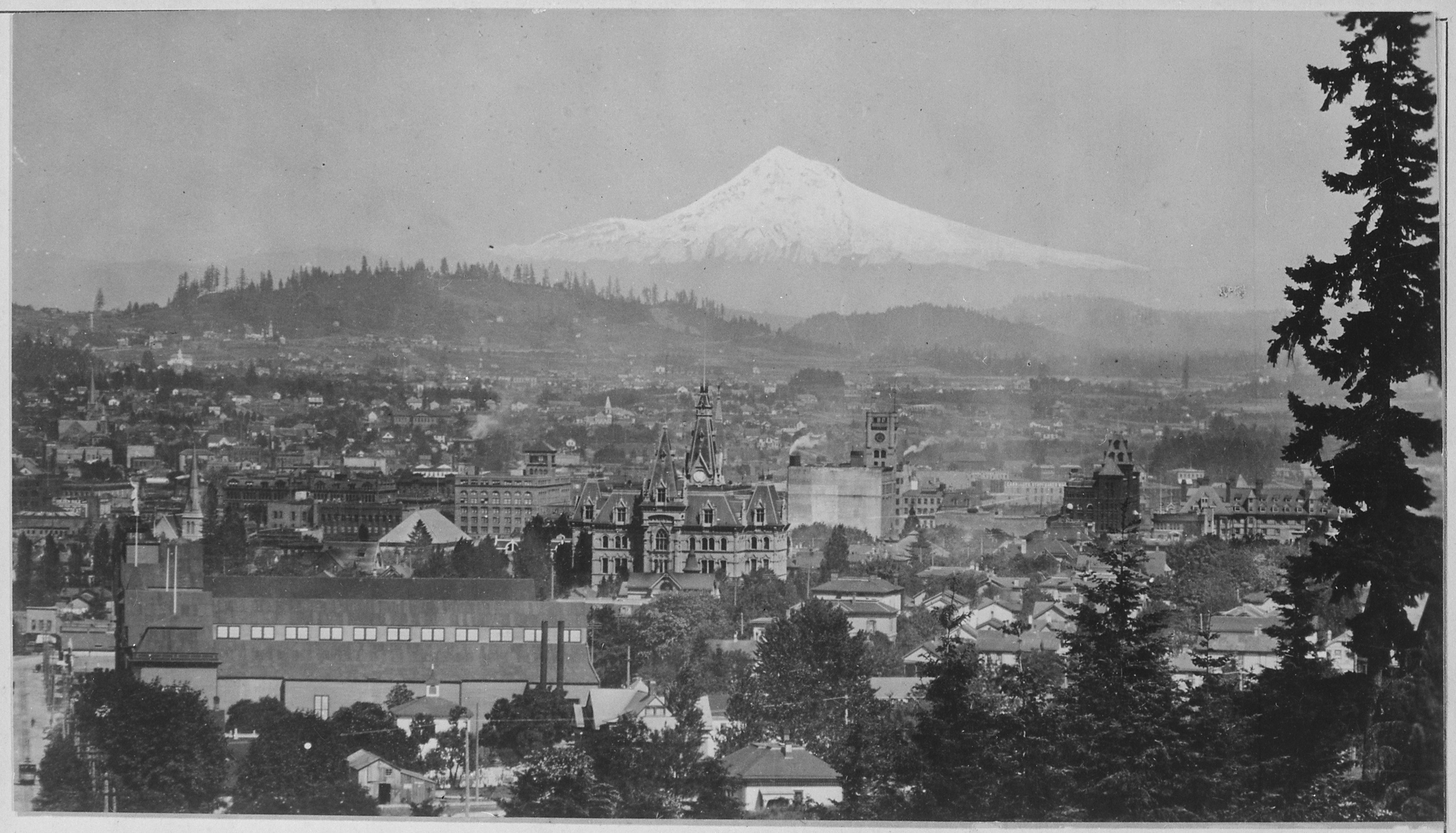
1890년경의 포틀랜드

오리건은 1859년 2월 14일에 33번째 주로서 합중국에 가입하였고, 세일럼이 주도가 되었다. 남북 전쟁 동안에주의 후원자들이 인디언 공격에 대항하며 오리건 동부를 지켰다. 공격들은 전쟁 후에 15년 동안 지속되었다. 전쟁 후에 전 군인들이 서부에서 기회들을 찾으면서 인구가 재빠르게 늘어났다. 인구는 1860년에 대략 52,000명에서 1890년게 300,000명 이상으로 늘어났다. 대륙 횡단의 철도들의 도착과 함께 1880년대 동안에 더욱 늘어났다.

### 1900년대 초반
1902년, 오리건은 법률을 만드는 것을 감독하기 위해 투표자의 허락을 받는 과정을 채택하였다. 1908년에는 정부에서 바람직하지 못한 공무원을 제거하기 위한 주민소환제를 채택하였다. 이 감독적 정부들의 이용 진행이 오리건 시스템으로 알려졌다. 많은 주들은 이 시스템에 기초들 둔 의안 제출권, 국민 투표와 리콜 법률들을 통과시켰다.
1903년, 오리건 중북부에 주의 헤프너에서 역사상 최악의 자연 재난들 중 하나를 겪었다. 플래시 홍수가 대략 200명을 죽이고 타운의 대략 3분의 1을 파괴시켰다.
1912년, 오리건주는 여성들에게 투표할 권리를 주었다. 법률의 통과는 애버게일 제인 스콧 더니웨이가 이끄는 여성의 권리들을 위한 장기적으로 어려운 캠페인을 따랐다.
1930년대 대공황 기간 동안에 연방 정부는 컬럼비아 강에 보너빌 댐을 건설하는 돈을 마련하였다. 댐과 가까이 있는 갑문들은 산업을 위한 전기를 공급하고 항법을 위한 강을 향상시켰다. 1932년, 오와이히 댐은 오와힝네와 스네이크 강 계곡에서 농장들의 막대한 지역들을 위한 자극적인 물을 마련하였다.

### 1900년대 중반

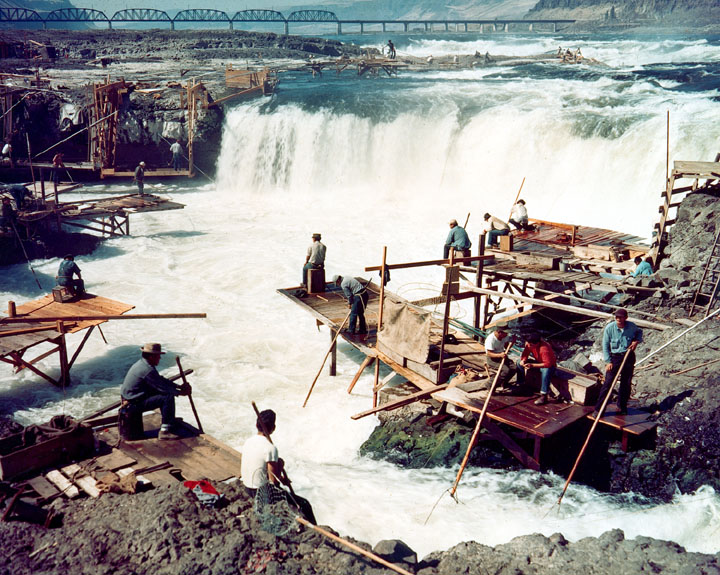
댈즈 댐의 건설

1940년에 들어서 오리건주의 인구가 100만명 이상으로 자라났다. 제2차 세계 대전이 일어나는 동안에 많은 주의 공장들이 군사 용품을 생산하였다. 포틀랜드는 소련과 태평양의 미군들에게 배 공급을 위한 주요 항구가 되었다. 도시의 조선소들은 화물선과 군함을 생산하였다. 다른 주들에서 온 수천명의 사람들이 국방 산업에서 일하기 위하여 오리건주로 왔으며, 전쟁이 끝난 후에 수많은 그들은 주에 정착하였다.
1950년대 동안에 맥네어리 댐과 덜레스 댐이 컬럼비아 강에 세워져 거대하게 오리건의 저가격 전기 공급을 향상시켰다. 1956년, 파이프라인들이 주에 천연가스를 가져왔다. 양쪽의 발전들이 오리건의 산업 번창에 거대하게 공헌하였다. 많은 사람들이 제조업들에 차지하게 위하여 시골에서 도시 지역으로 이주하였다.
1960년대 동안에는 중요한 변화들이 오리건 재목업에 들어왔다. 과거에는 톱밥, 나무껍질과 다른 벌목 생산물들이 황폐되었다. 그러나 1960년대에는 오리거의 회사들이 이 물질들을 펄프, 하드보드와 다른 목재 제품을 만드는 데 이용하였다. 임업 전문가들은 산림 제품들과 주의 임업 소유를 보존하는 길들을 위하여 새로운 이용들을 발견하였다. 산업은 이미 잘라진 이 목재들을 재편하기 위해 나무를 늘리도록 다시 심었다.
오리건주의 농업에도 변화가 일어났다. 주의 농장들은 더욱 커지고, 식품 가공업가 더욱 가까이 이어졌다. 농부들은 더욱 많은 기계를 이용하였다. 관주법 프로젝트들은 한번 잔디를 제외한 여러 곡물들에 너무 건조해졌던 땅에 과일과 채소를 자라기 시작하였다.
컬럼비아 강과 윌러메트 강들에 세워진 댐들에서 온 저가격 수력 발전이 1960년대에 오리건의 경제 성장에 도움을 주었다. 전자 용품, 기계와 금속 제조업을 포함한 산업들이 중요하게 자라났다.
오리건 역사상 1948년과 1964년에 최악의 홍수들이 일어나 100만 달러의 손해를 입히고, 주민들이 사망하였으며 수 천 명이 이주하는 원인이 되었다.

### 1900년대 후반
1960년대 후반에 오리건주는 환경을 보호하는 입법으로 유명해졌다. 1967년 톰 매콜 주지사가 주의 해변들을 개인적 발전으에서 보호하는 오리건 해변 선언을 통과시키려는 노력들을 이끌었다. 1971년, 주의 입법부는 음료 컨테이너 법령을 통과하였으며, 돈의 환불을 위한 모두에 가까운 음료 컨테이너들을 반환할 수 있도록 조사하였다. 1973년, 오리건주는 국가에서 처음으로 주들 사이에 도시 개발 경영 시스템을 형성하였다. 그 시스템은 도시 확장으로의 경계를 세우면서 주의 농장과 산림을 보호하였다.
1970년대 초반에 컬럼비아 강과 스네이크 강에 있는 몇개의 댐들의 완성은 컬럼비아 강의 입구에서 아이다호주 루이스턴으로의 깊은 강의 교통을 마련하였다. 이 댐들은 오리건의 수력 발전 획득을 늘이기도 하였다. 컬럼비아 강에 건설된 첫 연방적인 댐인 보너빌 댐의 전기 출력은 두번째 발전소의 건설이 1982년, 완공되었을 때 두배 이상이었다.
1980년대 초반에는 대공황 이래 최악의 경제 공황을 경험하였다. 주택과 건설의 쇠퇴가 넓게 퍼지면서 재복, 목재 가동과 건설업에서 어려운 시기를 보내게 되었다. 밀과 낙농, 축산품들을 포함한 농산믈을 위한 저가격이 공황으로 기여되었다.
오리건 경제의 향산들은 1980년대에 시작되어 1990년대까지 지속되었다. 폐문하던 제재소들의 몇척이 다시 열었다. 무역과 다른 서비업에서 제조업보다 고용이 더욱 빠르게 자라남에 불구하고 전자 산업이 더욱 중요해졌다. 과일, 잔디의 씨, 종묘장, 콩류와 포도주 산업들의 확장도 경제적 조건을 향상시켰다.
1991년, 바버라 로버츠가 첫 여성 주지사가 되었으며, 1995년까지 지냈다.

## 경제

### 서비스업

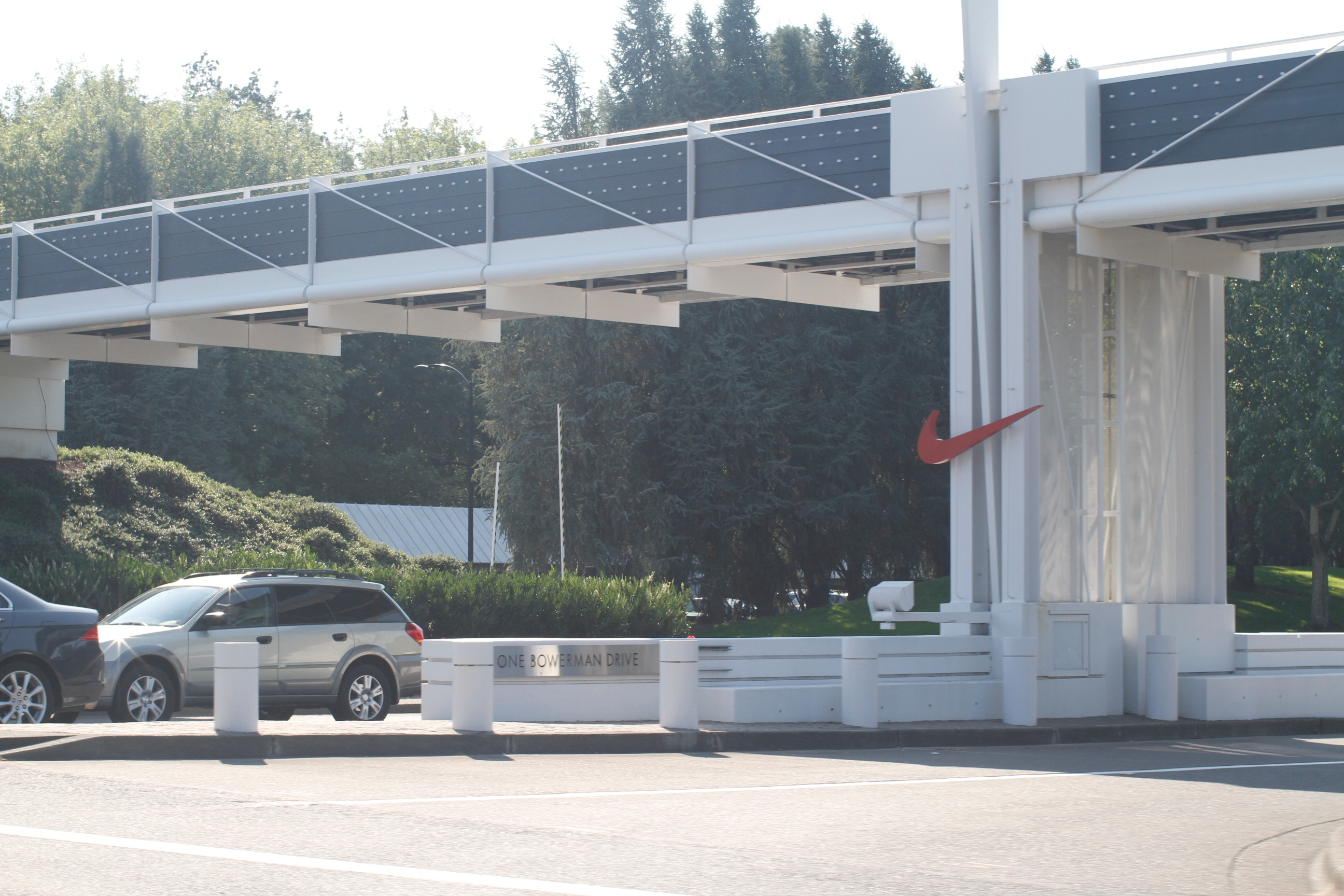
포틀랜드에 있는 나이키의 본사 입구

서비스업은 오리건주의 고용과 국내 총생산의 가장 큰 일부이다. 이 서비스들은 주의 메트로폴리탄 지역, 특히 포틀랜드의 메트로폴리탄 지역에 집중되어 있다.
포틀랜드는 주의 주요 금융의 중심지이다. 포틀랜드의 오리건 보건학 대학교는 의학 연구의 중요한 중심지이다. 서부 해안 지역에서 큰 항구들 중의 하나인 포틀랜드 항구는 외제 자동차의 수입과 밀의 수출을 포함한 도매상의 거의를 다루고 있다.
많은 호텔, 식당과 소매상들이 유진, 포틀랜드와 세일럼 지역들에 있다. 주 정부의 대리들은 오리건주의 주도 세일럼에 기지를 두고 있다. 나이키의 본사가 포틀랜드의 외곽 비버턴에 있다.

### 제조업
컴퓨터와 전자 제품들은 오리건 제1의 제조품들이다. 이 제품들의 대부분은 코벌리스, 유진과 포틀랜드 지역들에서 만들어진다. 오리건의 공장들은 컴퓨터 구성 요소, 디지털 텔레비전 세트, 마이크로 프로세서와 오실로스코프를 제조한다. 오리건주에는 이와 관련되어 실리콘 포레스트가 조성되어 있다.
오리건의 제조업은 거의 농업과 임업 생산물 가공이 큰 비중을 차지하고 있다. 포틀랜드와 세일럼 지역들은 제1의 식품 가공업 지역들이다. 냉동 과일과 채소들은 이 산업의 으뜸가는 생산품들이다. 주에서 만드는 다른 식품들은 제과류와 낙농제품을 포함한다. 오리건은 제1의 목재 생산 주이다. 또한 파티클보드, 합판 등의 생산을 포함한다. 오리건주 서부의 많은 지역들에 큰 목공소들이 있다. 제지공장들은 대부분 오리건 북서부에 있다.
포틀랜드 지역은 합성 금속 제품, 기계, 초기 금속과 교통 수단 비품 생산의 중심지이다. 함성 금속 제품들은 기계 공장 제품, 연장과 다른 금속품들을 포함한다. 공장들은 목재 제품들과 금속 산업들을 위한 기계들을 생산한다. 초기 금속 제품들은 알루미늄과 철강을 포함한다. 이동 주택자, 배와 보트, 자동차 부품과 항공 우주 산업이 중요한 교통 생산품들이다.

### 농업

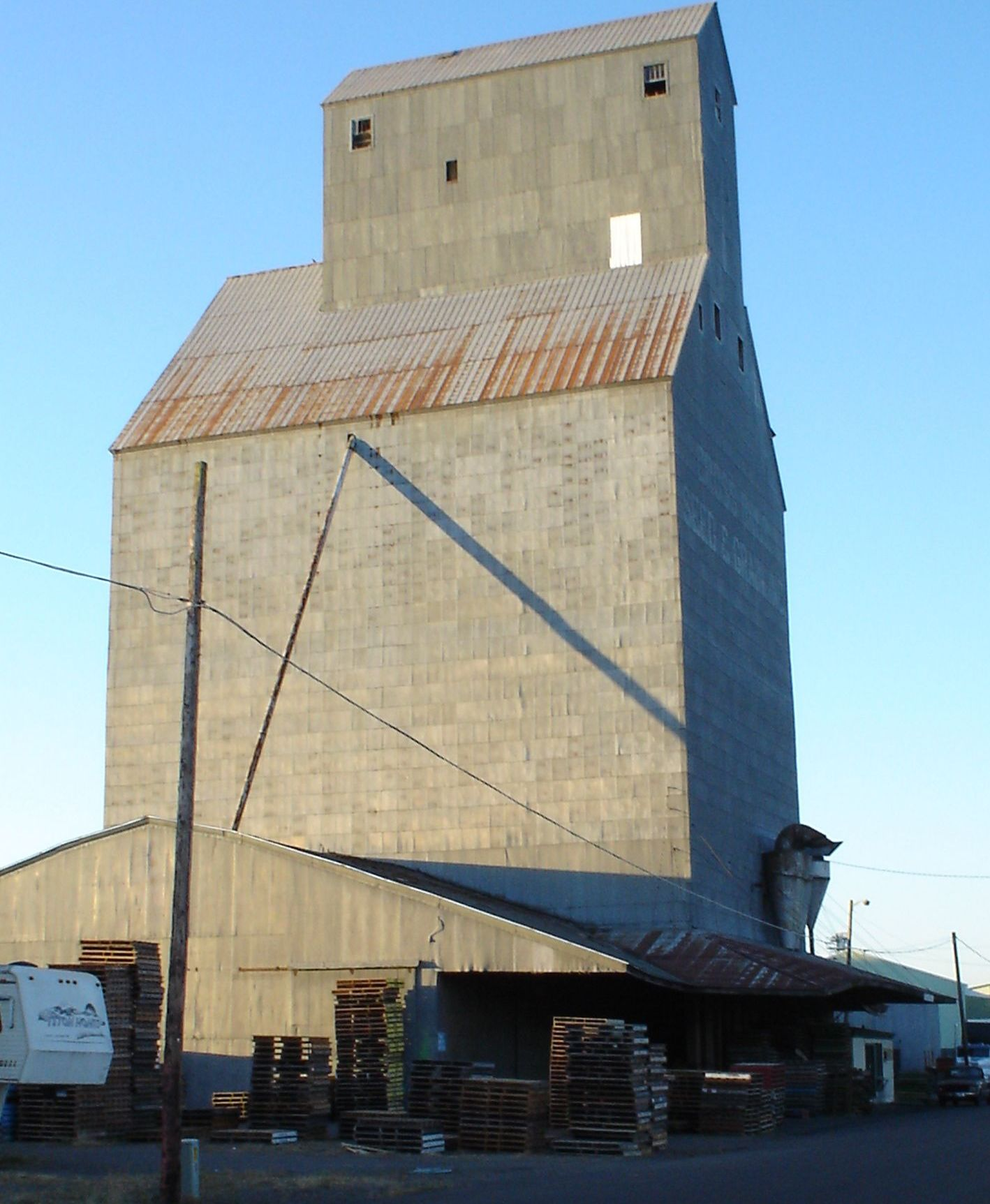
핼지에 있는 곡식 엘리베이터

농장 지대가 오리건주의 대략 4분의 1을 뒤덮고 있다. 온실과 종묘 생산물들이 주이 지도적인 농산물이다. 오리건주의 북서부는 중요한 구근이 자라는 지방이다. 거기의 농부들은 구근을 위하여 수선화, 글래디올리, 릴리, 튤립 등을 가꾸는 편이다.
육우와 우유는 오리건주의 중요한 축산물들이다. 육우의 대부분은 캐스케이드산맥 동부에서 기르고 있다. 오리건주의 북서부에는 젖소의 큰 떼들이 산다.
밀은 오리건의 가장 귀중한 곡물이며, 대부분 오리건 중북부의 평원 지대에서 자란다. 건초는 오리건의 중요한 먹이 곡물이며, 대부분주의 남공부 지역에서 자란다.
오리건주는 채소 생산의 최고 주들 사이에 랭킹에 들고 있다. 양파와 감자는 주의 동부에 있는 관개된 대지에서 생산된다. 주의 다른 채소들은 윌러메트 계곡에서 자라는 편이며, 이 채소들은 완두콩, 강낭콩과 사탕 옥수수를 포함한다.
오리건 서부에서 생산되는 다른 곡물들은 맥주를 만드는 데 쓰이는 홉과 개암을 포함하는데, 오리건주가 국가에서 개암을 생산하는 유일한 주로 알려졌다.
오리건주는 딸기류, 배와 스위트 체리를 생산하는 주요한 주 중 하나이다. 오리건의 북중부는 사과, 체리와 배의 생산에서 지도적이다. 딸기류는 주의 북서부에서 주로 자란다.
양은 기초적으로 주의 서부에서 기르는 편이다. 주의 닭들은 대부분 윌러메트 계곡에서 기르며, 주의 농부들은 돼지와 염소를 기르기도 한다.

### 광업
2종류의 광물들 - 모래과 자갈, 그 다음으로 트랩이 오리건의 광업 소득의 대략 3분의 2를 마련한다. 이 생산물들은 주의 몇몇의 지방들에서 채굴된다. 오리건주는 준 보석, 진주암과 속돌 생산의 지도적인 주이다. 다른 광물들은 점토, 규조토, 석회를 포함한다.

### 수산업
게, 은대구, 연어, 작은 새우와 다랑어가 주에서 잘 잡히는 수산물이며, 오리건주는 제1의 다랑어 잡이 주이다.

## 주민
| 인구조사                      | 인구      | Note | %±     |
| ----------------------------- | --------- | ---- | ------ |
| 1850년                        | 12,093    |      | —      |
| 1860년                        | 52,465    |      | 333.8% |
| 1870년                        | 90,923    |      | 73.3%  |
| 1880년                        | 174,768   |      | 92.2%  |
| 1890년                        | 317,704   |      | 81.8%  |
| 1900년                        | 413,536   |      | 30.2%  |
| 1910년                        | 672,765   |      | 62.7%  |
| 1920년                        | 783,389   |      | 16.4%  |
| 1930년                        | 953,786   |      | 21.8%  |
| 1940년                        | 1,089,684 |      | 14.2%  |
| 1950년                        | 1,521,341 |      | 39.6%  |
| 1960년                        | 1,768,687 |      | 16.3%  |
| 1970년                        | 2,091,533 |      | 18.3%  |
| 1980년                        | 2,633,156 |      | 25.9%  |
| 1990년                        | 2,842,321 |      | 7.9%   |
| 2000년                        | 3,421,399 |      | 20.4%  |
| 2010년                        | 3,831,074 |      | 12.0%  |
| 2019 (추산)                   | 4,217,737 |      | 10.1%  |
| 출처: 1910–2010 2018 estimate |           |      |        |

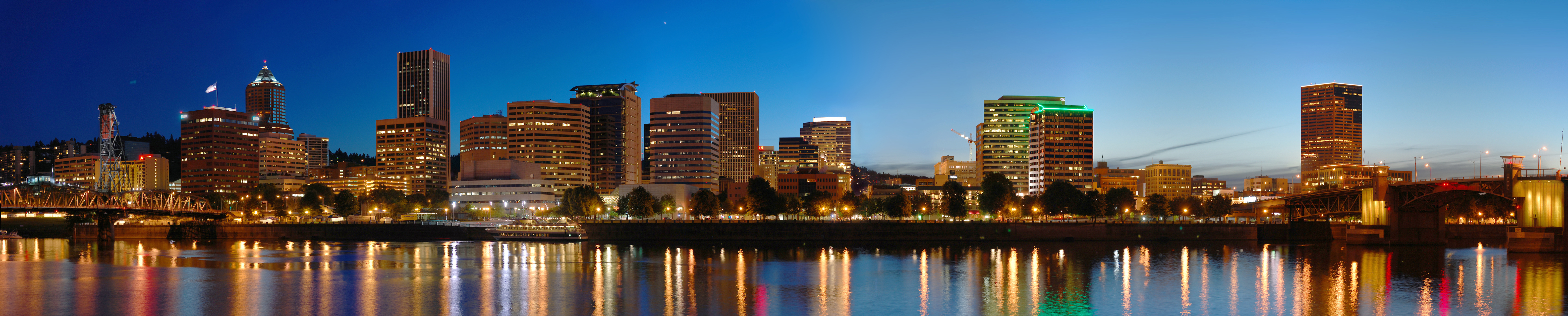
포틀랜드의 야경

2000년, 미국 인구조사국은 오리건주가 3,421,399명의 인구를 가지고 있다고 보고하였다. 1990년의 2,842,321명에서 20 퍼센트나 늘었다. 2000년 기준, 오리건주는 50개의 주들 사이에 28번째로 많은 인구를 가진 주이다.
오리건 주민의 대략 3분의 2는 주의 메트로폴리탄 지역들에 살고 있다. 오리건주 대도시들이 대부분은 주의 북서부에 있는 풍요한 윌러메트 계곡에 위치한다. 오리건주의 대도시 포틀랜드는 주의 상업, 산업과 문화적 중심지이며, 포틀랜드의 사랑스러운 장미의 정원들이 도시에 "장미의 도시"라는 별명을 갖고 있다.
무역과 가공업의 중심지 유진은 오리건 대학교가 위치해 있으며, 주에서 두 번째로 제일 큰 도시로 알려졌다. 계곡 외부에 있는 대도시들은 남서부의 메드포드와 중부 지방의 벤드이다.
오리건의 큰 인구 집단은 독일, 영국, 아일랜드, 아메리카 인디언, 노르웨이, 프랑스, 이탈리아, 스웨덴 계통이다. 아프리카계 미국인은 주 인구의 1 퍼센트 이상을 차지하며, 주로 포틀랜드 지역에 집중되어 있다.

## 같이 보기
오리건주의 군 목록